# Villez-sur-le-Neubourg
Villez-sur-le-Neubourg è un comune francese di 286 abitanti situato nel dipartimento dell'Eure nella regione della Normandia.

## Società

### Evoluzione demografica
Abitanti censiti